# Ronald Gërçaliu
Ronald Gërçaliu (niem. Ronald Gercaliu, ur. 12 lutego 1986 w Tiranie) – austriacki piłkarz albańskiego pochodzenia występujący na pozycji obrońcy w FC Kufstein, reprezentant Austrii w latach 2005–2008.

## Kariera klubowa
Gërçaliu urodził się w Tiranie, a karierę piłkarską rozpoczął w tamtejszym klubie Partizani Tirana. Po występach w drużynie młodzieżowej przeniósł się w 2004 roku do Austrii i został zawodnikiem SK Sturm Graz. W jego barwach zadebiutował w austriackiej ekstraklasie, ale w pierwszym składzie klubu zaczął grywać w sezonie 2004/05, a w Sturmie grał także przez rundę jesienną sezonu 2005/06. W styczniu 2006 Gërçaliu za milion euro został sprzedany do jednej z czołowych drużyn w kraju, Red Bull Salzburg. W nowym zespole zadebiutował 26 lutego w wygranym 5:2 domowym spotkaniu z FC Wacker Tirol. W swoim drugim spotkaniu w barwach Red Bull doznał kontuzji i do końca sezonu nie pojawił się na boisku, a Salzburg już bez niego został wicemistrzem Austrii.
Latem 2006 Gërçaliu został wypożyczony do SK Sturm Graz i w tym klubie doszedł do dawnej formy. Po pół roku trafił na zasadzie wypożyczenia do stołecznej Austrii. 25 lutego rozegrał w niej swój pierwszy mecz – Austria zremisowała 2:2 z Wacker Tirol. Do końca sezonu był podstawowym zawodnikiem „Fioletowych” i zdobył Puchar Austrii. Latem 2007 roku okres wypożyczenia Gërçaliu przedłużono o rok. 7 października zdobył swojego pierwszego gola w Bundeslidze w wygranym 2:1 domowym meczu z SV Ried. Latem 2008 roku Gërçaliu powrócił do Red Bull Salzburg. W 2009 roku został z nim mistrzem Austrii. W sezonie 2009/10 grał w SC Wiener Neustadt, a latem 2010 roku został piłkarzem niemieckiego drugoligowca, FC Ingolstadt 04. Nie zdołał jednak wystąpić w żadnym spotkaniu pierwszego zespołu, zagrał cztery mecze w drużynie rezerw.
W lutym 2012 roku podpisał kontrakt z ŁKS Łódź. W Ekstraklasie zadebiutował 17 lutego w przegranym 0-2 meczu z Polonią Warszawa. Później zagrał jeszcze w dziewięciu spotkaniach, a w meczu z Zagłębiem Lubin 24 marca pewnie egzekwował rzut karny (drużyna austriackiego obrońcy przegrała jednak 1-2). Była to jego jedyna bramka na polskich boiskach. Na zakończenie rozgrywek ŁKS zajął dopiero piętnastą pozycję, która oznacza degradację. 8 maja 2012 Gërçaliu podpisał dwuletni kontrakt z niemieckim FC Erzgebirge Aue. Po półtora roku trafił do Universitatei Kluż. W żadnym z tych klubów nie miał miejsca w podstawowym składzie i latem 2014 roku trafił do Rheindorf Altach. Po sezonie przeszedł do KF Tirana, z którego odszedł po zakończeniu rozgrywek sezonu 2015/16. Jesienią 2016 nie miał klubu, a od początku 2017 roku grał w trzecioligowym austriackim SC Schwaz.
Statystyki kariery
| Sezon   | Klub               | Kraj    | Rozgrywki            | Mecze | Bramki |
| ------- | ------------------ | ------- | -------------------- | ----- | ------ |
| 2003/04 | SK Sturm Graz      | Austria | Bundesliga           | 1     | 0      |
| 2004/05 | SK Sturm Graz      | Austria | Bundesliga           | 24    | 0      |
| 2005/06 | SK Sturm Graz      | Austria | Bundesliga           | 21    | 0      |
| 2005/06 | Red Bull Salzburg  | Austria | Bundesliga           | 2     | 0      |
| 2006/07 | SK Sturm Graz      | Austria | Bundesliga           | 12    | 0      |
| 2006/07 | Austria Wiedeń     | Austria | Bundesliga           | 15    | 0      |
| 2007/08 | Austria Wiedeń     | Austria | Bundesliga           | 28    | 1      |
| 2008/09 | Red Bull Salzburg  | Austria | Bundesliga           | 23    | 0      |
| 2009/10 | SC Wiener Neustadt | Austria | Bundesliga           | 24    | 0      |
| 2010/11 | FC Ingolstadt 04   | Niemcy  | 2. Bundesliga        | 0     | 0      |
| 2011/12 | FC Ingolstadt 04   | Niemcy  | 2. Bundesliga        | 0     | 0      |
| 2011/12 | ŁKS Łódź           | Polska  | Ekstraklasa          | 12    | 1      |
| 2012/13 | FC Erzgebirge Aue  | Niemcy  | 2. Bundesliga        | 8     | 0      |
| 2013/14 | FC Erzgebirge Aue  | Niemcy  | 2. Bundesliga        | 1     | 0      |
| 2013/14 | Universitatea Kluż | Rumunia | Liga I               | 8     | 0      |
| 2014/15 | Rheindorf Altach   | Austria | Bundesliga           | 17    | 0      |
| 2015/16 | KF Tirana          | Albania | Kategoria Superiore  | 24    | 0      |
| 2016/17 | SC Schawz          | Austria | Fußball-Regionalliga | 12    | 4      |
| 2017/18 | SC Schawz          | Austria | Fußball-Regionalliga | 28    | 4      |
| 2018/19 | SC Schawz          | Austria | Fußball-Regionalliga | 16    | 0      |
| 2019/20 | SC Imst            | Austria | Fußball-Regionalliga | 13    | 1      |

## Kariera reprezentacyjna
W reprezentacji Austrii zadebiutował 17 sierpnia 2005 w zremisowanym 2:2 towarzyskim spotkaniu ze Szkocją. Od czasu debiutu stał się podstawowym zawodnikiem drużyny narodowej i miał pewne miejsce w składzie na lewej obronie. W 2008 roku został powołany przez selekcjonera Josefa Hickersbergera do kadry na Mistrzostwa Europy 2008. Tam wystąpił w przegranym 0:1 meczu z Chorwacją. Po raz ostatni w drużynie narodowej wystąpił 15 października 2008 w przegranym 1:3 meczu eliminacji Mistrzostw Świata 2010 z Serbią.

## Sukcesy
Austria U-17
- brązowy medal mistrzostw Europy: 2003

Austria Wiedeń
- Puchar Austrii: 2006/07

Red Bull Salzburg
- mistrzostwo Austrii: 2008/09